# Erica cuscutiformis
Erica cuscutiformis là một loài thực vật có hoa trong họ Thạch nam. Loài này được Dulfer mô tả khoa học đầu tiên năm 1963.